# Осада Корфу (1716)

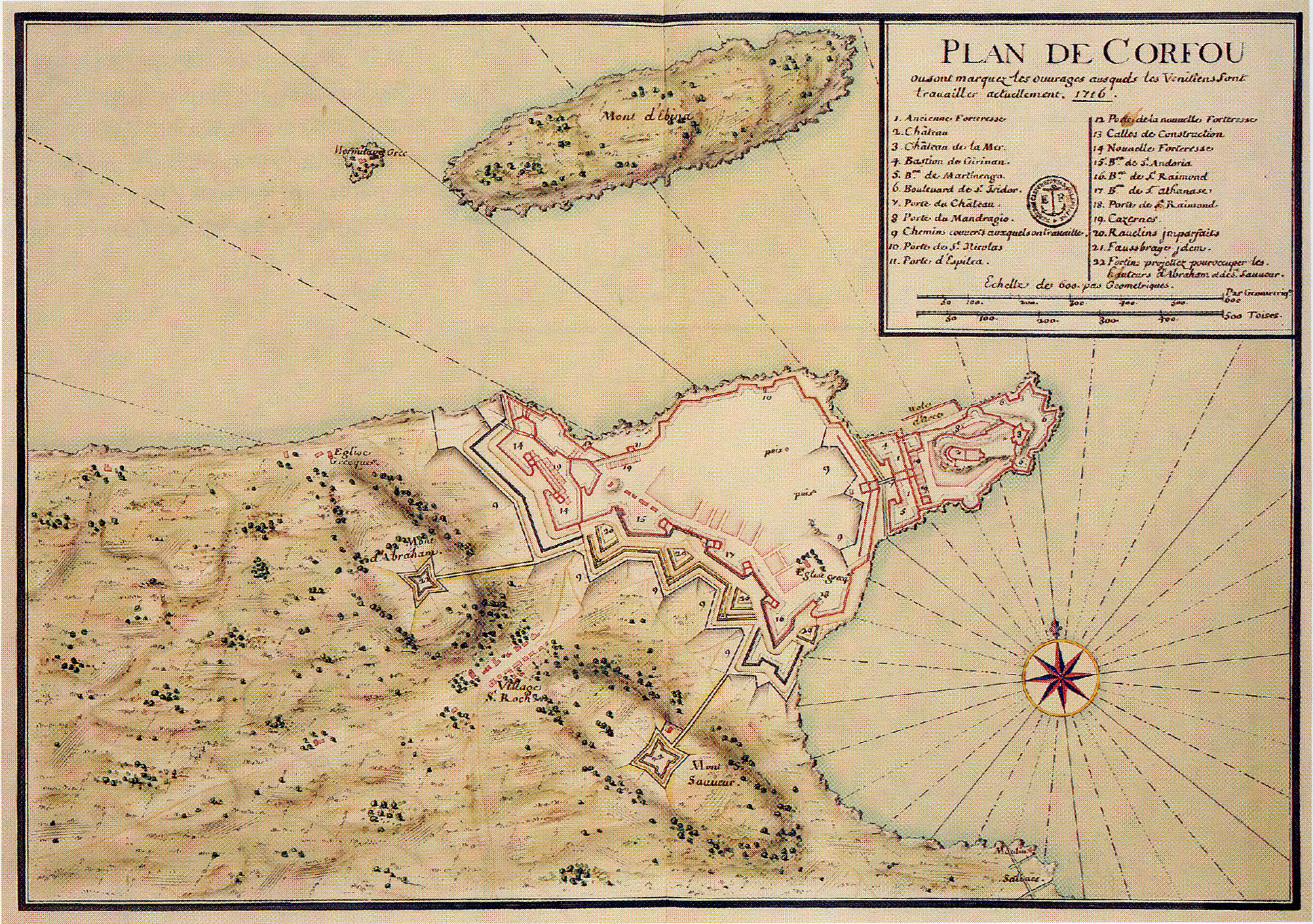
План крепости Корфу

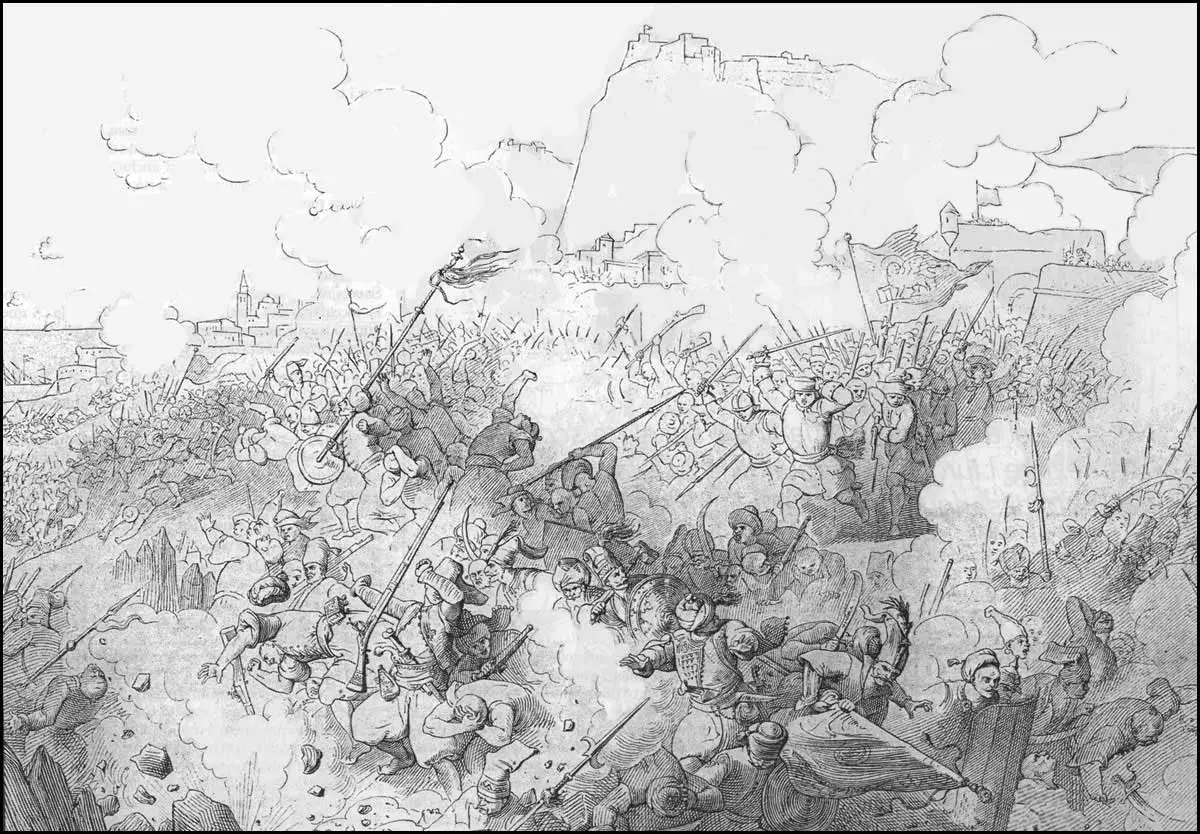
Венецианцы, защищающие Корфу, совершают вылазку против османов. Рисунок Джузеппе Лоренцо Гаттери, 19 век.

Осада Корфу (ит. Assedio di Corfù (1716)) — осада венецианской крепости Корфу османскими войсками 8 июля — 21 августа 1716 года во время турецко-венецианской войны 1714—1718 годов.
Венецианцы хорошо знали об османских амбициях захватить Ионические острова и с началом войны послали на Корфу подкрепление. Им командовал саксонский генерал граф Маттиас фон Шуленбург. Хотя крепость считалась одной из самых мощных в Европе, но к началу войны многие стены обветшали, поэтому Шуленбург приступил к их укреплению частоколами и траншеями.
В июле османские войска и флот появились в Бутринти, напротив Корфу. 8 июля турецкий флот под командованием Джанима Ходжи Мехмеда-паши с 33 тысячами солдат отплыл из Бутринти на Корфу и создал плацдарм на острове Ипсос. В тот же день венецианский флот столкнулся с турецким флотом у острова Корфу, где произошло безрезультатное морское сражение при Корфу. 10 июля турки возобновили переброску войск на остров. Захватив все мелкие крепости, турецкая армия 19 июля достигла холмов, окружающих Корфу.
31 июля прибыли четыре папских, две генуэзских, три тосканских и пять испанских галер, а также четыре линейных корабля, нанятых папой. Их прибытие помогло предотвратить нападение османского флота на крепость с северо-востока и сохранило море открытым для поставок припасов в город. В то же время османские силы на острове продвигались вперед, захватив форт Спасителя (Сан-Сальваторе) и холм Абрамиос (Монте-Абрамо) к западу от города.
5 августа сераскир Мерзифонлу Кара Мустафа-паша потребовал сдачи крепости, угрожая в противном случае вырезать гарнизон и сравнять город с землей. Шуленбург отклонил требование. 8 августа ситуация начала меняться в пользу защитников, так как 1500 солдат с достаточным количеством припасов и боеприпасов прибыли, чтобы поддержать гарнизон, принеся с собой новость о победе австрийцев 5 августа в битве при Петроварадине.
В ночь с 18 на 19 августа венецианцы совершили вылазку против османских позиций, поддерживаемых огнем с галер по обе стороны города, но не достигли целей, и вылазка была отброшена. В свою очередь, утром 19 августа янычары начали массированную атаку на укрепления, захватив бастион Святого Афанасия и часть внешнего укрепленного пояса и достигнув ворот Скарпон. Шуленбург лично возглавил контратаку и сумел отбросить османов. На следующий день разразился шторм, который нанес ущерб обоим флотам. Некоторые из христианских кораблей были сорваны ветром и выброшены на берег, в то время как османский флот понес несколько более тяжелые потери.
Османы решили возобновить штурм укрепления, но на следующий день на горизонте появилась испанская эскадра из шести линейных кораблей. Утром 22 августа защитники обнаружили, что османские позиции пусты. Турки сняли осаду и отплыли в такой спешке, что оставили много припасов и вооружения, включая некоторые из самых тяжелых осадных орудий. На острове турки оставили часть своих сил в ранее захваченных более мелких крепостях.
Османы потеряли около 15 000 убитыми на Корфу, вместе с 56 пушками и восемью осадными мортирами. Общие потери, как гражданских, так и военных, со стороны защитников составили 30 000 человек.